# 花 -Mémento-Mori-
『花 -Mémento-Mori-』（はな メメント・モリ）は、日本のバンド・Mr.Childrenによる11枚目のシングル。1996年4月10日にトイズファクトリーより発売された。

## 背景
前作から約2か月ぶりに発売されたシングルで、1曲のみの収録だったため500円で発売された。アートディレクターは信藤三雄。
発売当初はノンタイアップだったものの発売から21年後の2017年には、NTTドコモとMr.Childrenが共に25周年を記念したことにより制作されたブランドCM「NTT docomo group × Mr.Children 25th Anniversary コラボキャンペーン」にて起用された。
副題の「Mémento-Mori」は、ラテン語で「死を想え」「ヒトは必ず死ぬ、ということを忘れるな」という意味。

## チャート成績
初週売上は63.9万枚で、ノンタイアップシングルの初週枚数ではB'z『ZERO』が記録した61.5万枚を上回りノンタイアップ曲の初週売上歴代1位となった。累計売上は153.9万枚。
同じ発売日となったスピッツ『チェリー』を抑え初登場1位となったが、本作は年間5位で『チェリー』は年間4位と共に大ヒットとなった。
4thシングル『CROSS ROAD』から、自身の最高記録となる8作連続でミリオンセラーを達成。また、本作が2週連続1位を獲得した1996年4月29日付のオリコンチャートで、2ndアルバム『Kind of Love』の売上が100万枚を突破した。

## 収録曲
| #  | タイトル              | 作詞・作曲 | 編曲                   | 時間 |
| -- | --------------------- | ---------- | ---------------------- | ---- |
| 1. | 「花 -Mémento-Mori-」 | 桜井和寿   | 小林武史 & Mr.Children | 4:45 |

## 楽曲解説
1. 花 -Mémento-Mori-
  - 桜井和寿は女性の観点から歌詞を書いたらしく、「女性ボーカルに歌わせたい曲」という趣旨の発言も残している[4]。
  - 「もし女性ボーカル・ユニットに曲を提供したとしたら?」という発想の下、リサ・ローブのスタイルなども参考にしつつ作曲されたが、出来が良かったため結局提供はせず自分たちのものにしたという[1]。
  - メロディーはメンバーらと野球をしていた時に浮かんだ[3]。本来はピッチャーを担うつもりが二日酔いのためセンターの守備へつくことになり、あまり動くポジションではなかったため物思いに耽る時間があった。すると突然メロディーが降ってきて「この日のうちに形にしたい」と思い、作られたという[3]。
  - イントロはアコースティックギター主体から始まり、徐々にバンド音が加わってくる。
  - 1995年10月に5thアルバム『深海』と6thアルバム『BOLERO』を制作するため、滞在した新宿のヒルトンホテルで20曲あまりの曲が制作され、最終日にメロディが出来上がった[3]。
  - ミュージック・ビデオはアメリカのニューヨークにあるビルの屋上で撮影され、中にはメンバーが野球をしているシーンも見受けられる。5thアルバム『深海』の収録曲の中でシングル曲を含め、唯一ミュージック・ビデオが制作されている楽曲。1997年4月25日発売の『music clips ALIVE』、2018年3月21日発売の『Mr.Children DOME & STADIUM TOUR 2017 Thanksgiving 25』に収録されている。監督は中野裕之。
  - 2001年8月22日発売の20thシングル『優しい歌』のカップリングに、リメイクバージョンである「花」が収録された。リメイクバージョンでは副題が外されている。

## テレビ出演
| 番組名                   | 日付           | 放送局     | 演奏曲 |
| ------------------------ | -------------- | ---------- | --- |
| ミュージックステーション | 1996年4月5日   | テレビ朝日 | 名もなき詩 花 -Mémento-Mori-                                                                              |
| HEY!HEY!HEY! MUSIC CHAMP | 1996年4月8日   | フジテレビ | 名もなき詩 花 -Mémento-Mori-                                                                              |
| FAN                      | 1996年6月28日  | 日本テレビ | ありふれたLove Story ～男女問題はいつも面倒だ～ So Let's Get Truth マシンガンをぶっ放せ 花 -Mémento-Mori- |
| Music Lovers             | 2008年12月7日  | 日本テレビ | 花 -Mémento-Mori- GIFT                                                                                    |
| SONGS                    | 2012年12月15日 | NHK総合    | 花 -Mémento-Mori- hypnosis Marshmallow day 常套句                                                         |

## ライブ映像作品
花 -Mémento-Mori-
| 作品名                                               |
| ---------------------------------------------------- |
| regress or progress '96-'97 tour final IN TOKYO DOME |
| Mr.Children TOUR '99 DISCOVERY                       |
| Mr.Children TOUR 2011 "SENSE"                        |
| Mr.Children REFLECTION｛Live&Film｝                  |
| Mr.Children Tour 2018-19 重力と呼吸                  |

## 収録アルバム
- 『深海』
- 『1/42』(Liveバージョン)
- 『Mr.Children 1996-2000』
- 『Mr.Children 1992-2002 Thanksgiving 25』

## カバー
- 花 -Mémento-Mori-
  - 杏（2022年1月1日 - 、ユーキャンのCMとのタイアップ）[8]